# Kanton Sainte-Foy-lès-Lyon
Kanton Sainte-Foy-lès-Lyon (francouzsky Canton de Sainte-Foy-lès-Lyon) je francouzský kanton v departementu Rhône v regionu Rhône-Alpes. Tvoří ho dvě obce.

## Obce kantonu
- La Mulatière
- Sainte-Foy-lès-Lyon